# Comando de Aeródromo E (v) 214/XII
El Comando de Aeródromo E (v) 214/XII (Flieger-Horst-Kommandantur E (v) 214/XII) fue una unidad de la Luftwaffe durante la Segunda Guerra Mundial.

## Historia
Fue formado el 1 de abril de 1944 en Nancy-Essay, a partir del Comando de Aeródromo A 235/XII. Fue disuelto en marzo de 1945.

## Servicios
- abril de 1944 – agosto de 1944: en Nancy-Essay (Francia).
- septiembre de 1944 – marzo de 1945: en Landsberg/Lech bajo el Comando de Base Aérea 11/VII.